# J. Mikael Olsson
J. Mikael Olsson, född 1979, är en svensk statsvetare och politisk filosof.
Olsson disputerade 2015 på avhandlingen Austrian Economics as Political Philosophy, i vilken han undersöker kopplingen mellan den österrikiska skolan och politisk libertarianism. Han har utöver detta skrivit ett flertal böcker och vetenskapliga artiklar. I boken Hedonismen och dess kritiker försvarar han hedonistisk utilitarism  och i en artikel argumenterar han för den hedonistiska utilitarismens förenlighet med feminism. Han har även översatt verk av Thomas Hill Green och Eileen Hunt Botting.(en)

## Verk
- Austrian Economics as Political Philosophy (avhandling), 2015.
- Hedonismen och dess kritiker, 2016.
- Leftism: a concise defense, 2017.
- Socialliberalen L. T. Hobhouse, 2018.
- Upplysning, etik och feminism, 2019.
- Vänsterpolitik: ett filosofiskt försvar, 2022.
- Till majoritetstyranniets försvar, 2023.